# Chaussée de Canso
Pour les articles homonymes, voir Canso.
 (mars 2017).
Si vous disposez d'ouvrages ou d'articles de référence ou si vous connaissez des sites web de qualité traitant du thème abordé ici, merci de compléter l'article en donnant les références utiles à sa vérifiabilité et en les liant à la section « Notes et références ».

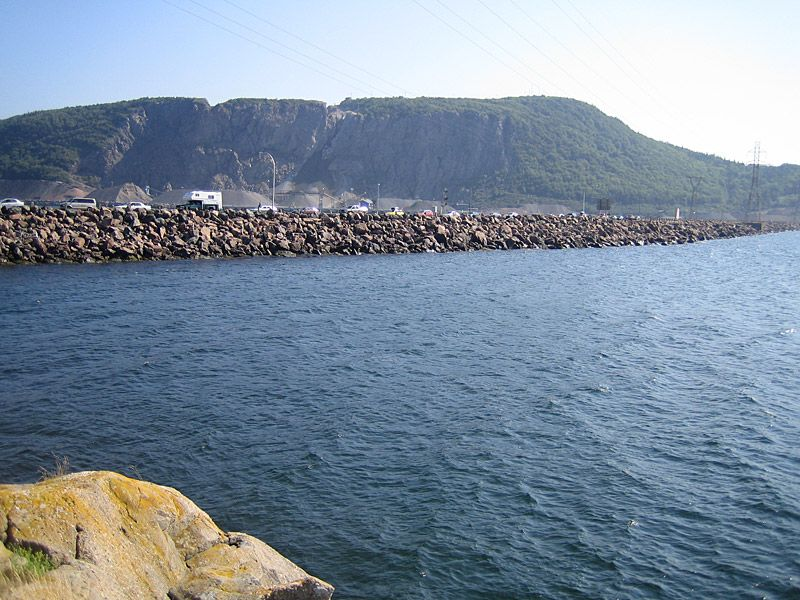
Chaussée de Canso

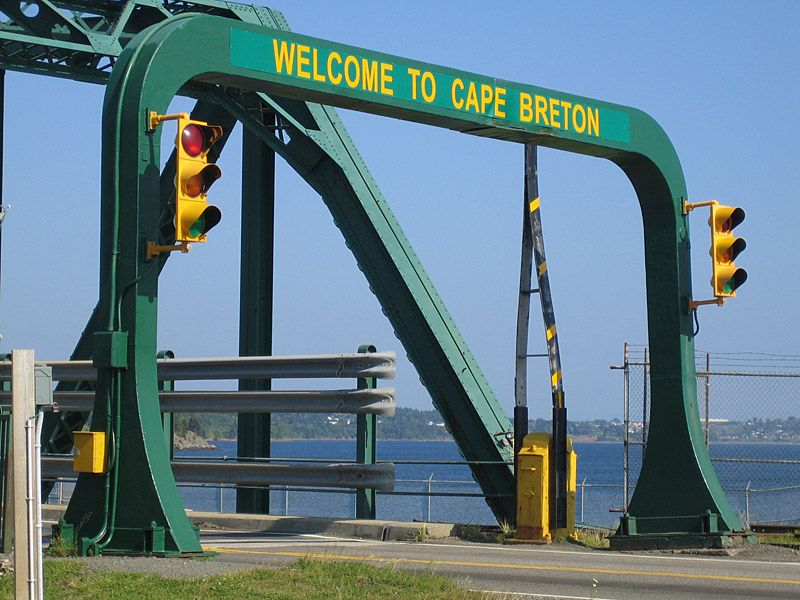
Pont vers le Cap-Breton

La chaussée de Canso, Canso Causeway en anglais, est une chaussée longue de 1 385 m qui, en traversant le détroit de Canso, relie l'île du Cap-Breton à la partie continentale de la Nouvelle-Écosse au Canada. Sa partie haute est large de 40 m; elle porte une voie routière à double voies, la Highway 104, portion de la route transcanadienne, et une voie ferrée unique concédée à la Cape Breton and Central Nova Scotia Railway.
Cette digue a été construite de mai 1952 à avril 1955 sur la partie la plus étroite du détroit. Avec une forme de « S » elle a une base large de 244 m qui repose sur le fond du détroit à une profondeur maximale de 65 mètres. Le canal de Canso (en), large de 24 mètres et long de 570 mètres, est situé à la partie orientale de la digue. Il permet le trafic maritime au travers du détroit de Canso. Un pont tournant de 944 mètres, portant la route 104 et la voie ferrée, le franchit.
Le mot Canso dérive sans doute du mot amérindien micmac kamsok, qui signifie « à l'opposé des douces falaises ».

## Traversiers
Avant la construction de la chaussée, l'Île du Cap-Breton était reliée au continent par des traversiers transportant les wagons et les véhicules motorisés.

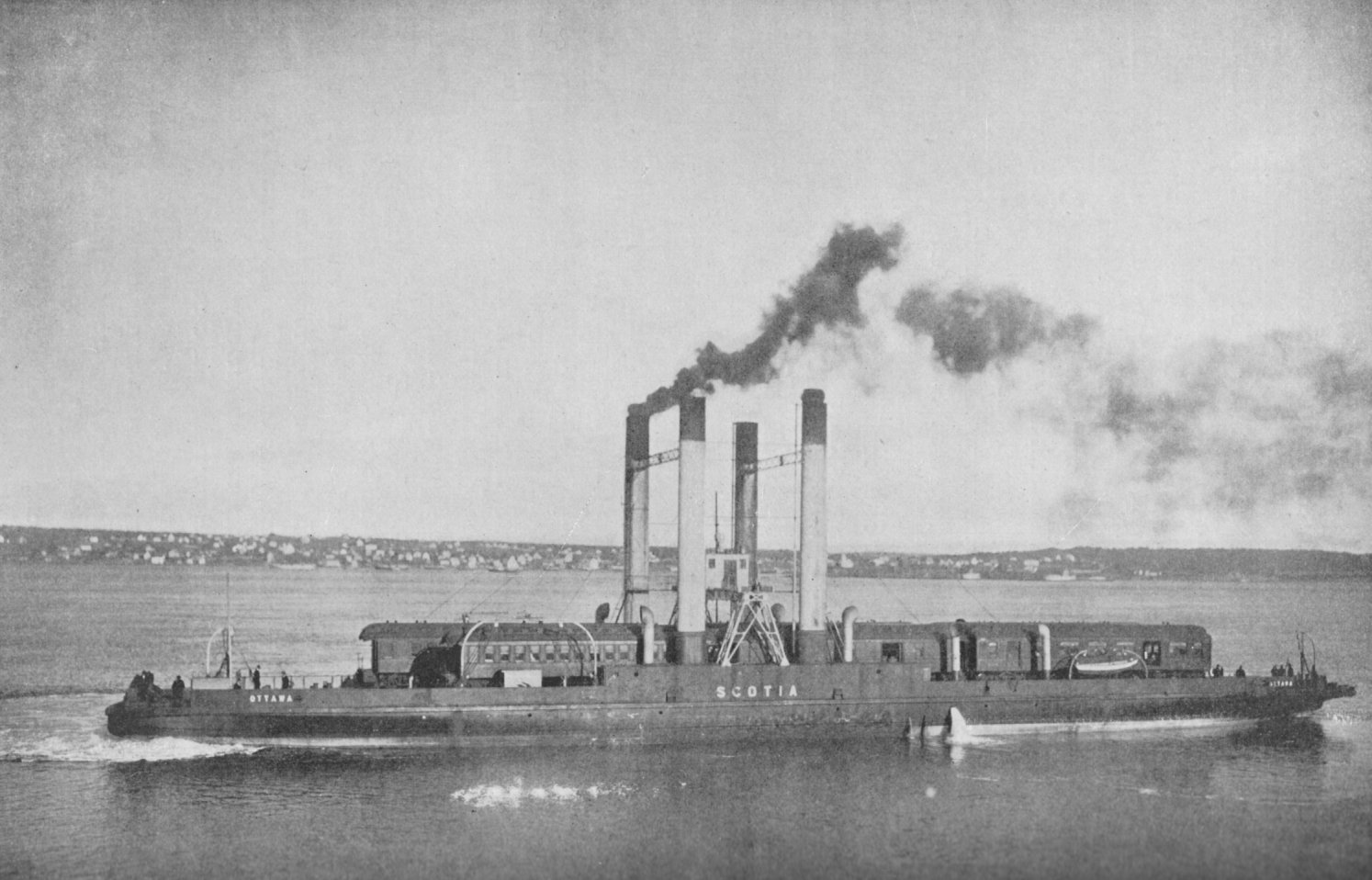
Traversier de l'ICR, 1903

En 1880, l'Intercolonial Railway (ICR) fut ouvert entre Mulgrave, sur le continent, et New Glasgow. En 1890, l'ICR construisit une voie de Point Tupper, au Cap-Breton et Sydney. Un service de traversier était alors nécessaire pour interchanger les wagons du Cap-Breton avec ceux du réseau nord-américain. Au départ, une petite barge transportant deux wagons était utilisée. Toutefois, la croissance du trafic du Cap-Breton industriel fit bientôt sentir le besoin d'un service spécial de traversier pour le chemin de fer. Ce service fut offert par l'ICR jusqu'en 1918 alors que l'ICR était fusionnée au Canadien National (CN). Le CN s'occupa des traversiers de 1918 jusqu'à ce que la chaussée ouvre en 1955.  Les vaisseaux utilisés ont été:  Mulgrave (1893-1901), Scotia I (1903-1955), et Scotia II (1915-1955).
Plusieurs services de traversier furent offerts aux passagers privés et aux voitures hippomobiles entre Point Tupper ou Port Hawkesbury et le continent. À partir des années 1930, le département des transports de la Nouvelle-Écosse prit la responsabilité d'offrir le service de traversier des automobiles. À partir des années 1940, en raison de la croissance des voyages liés à la guerre et de la popularité de l'automobile, le service fut étendu à 24 heures par jour. Avant la fin du service dans les années 1950, les vaisseaux ont été : George H. Murray (?-1955), John Cabot (?-1955), Ponte de Canseau (?-?), et Sir Charles Tupper (?-?).

## Projet de pont

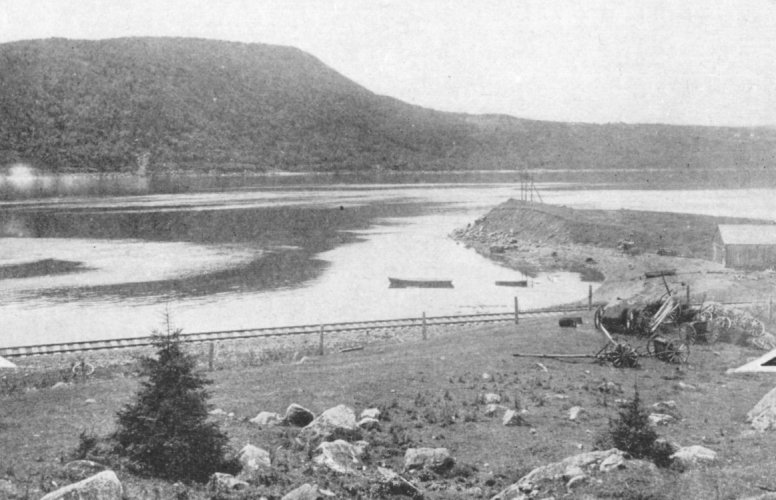
Lieu proposé pour un pont cantilever à travers le détroit de Canso, à peu près le même qui sera finalement choisi pour la chaussée.

Avant la conception de la chaussée à travers le détroit de Canso, un audacieux  pont cantilever d'une portée de 4 370 pieds (1 332 m) avait été projeté en 1903. La longueur entre deux supports aurait été de 1 800 pieds (549 m), plus longue que le pont ferroviaire du Forth, en Écosse.

## Construction
La chaussée de Canso fut construite à un lieu étroit du détroit de Canso, plusieurs kilomètres au nord-ouest du port de Hawkesbury et Mulgrave, traversant à partir de Cap Porcupine près de Auld's Cove sur le continent jusqu'au port de Hasting au Cap-Breton. Quelque 10 092 000 tonnes de roches pour construire la chaussée furent charriées d'une montagne de Cap Porcupine.
Les contrats furent octroyés en mai 1952 pour construire les routes d'accès. Les voies ferrées pour la construction de la chaussée et le projet débutèrent officiellement lors d'une cérémonie le 16 septembre 1952 en présence du ministre des transports du Canada, Lionel Chevrier, et le premier ministre de la Nouvelle-Écosse, Angus Lewis Macdonald.
Le détroit de Canso fut fermé de façon permanente le 10 décembre 1954. Toutefois, la construction continua au cours de l'hiver pour la route et la voie ferrée, de même pour la terminaison du canal de Canso et son pont tournant. La construction fut finalement complétée le 13 avril 1955 quand la voie ferrée et la route furent achevées à un coût de 22 millions $ CA.
Le premier train à traverser la chaussée fut un train de marchandise du Canadien National, tiré par la locomotive à vapeur #2639, le 18 avril 1955. La voie ferrée sur la chaussée entra en service le 14 mai 1955. Le premier train était un train de passagers de 10 wagons tiré par la locomotive à vapeur #6014. Après quoi, on cessa le service de traversier des wagons entre Mulgrave et Point Tupper. La route sur la chaussée ouvrit au trafic des véhicules le 20 mai 1955, après quoi le service de traversier cessa.

## Ouverture officielle
L'ouverture officielle de la Chaussée de Canso se déroula le 13 août 1955 avec une parade d'une centaine de cornemuses sur la digue, célébrant le lien entre le Cap Breton et le continent américain devant plusieurs milliers de personnes, 

## Développement post-digue
De 1955 jusqu'au début des années 1990, il existait un péage pour les véhicules. Ce péage fut supprimé quand le coût de la construction fut amorti.
Avec l'achèvement de la digue, l'Est du détroit de Canso est devenu libre de glace en hiver. Plusieurs industries furent alors attirées par la zone du détroit dont une usine de pulpe et pâte à papier Stora, une raffinerie de pétrole et une usine d'eau lourde.
En dehors de l'absence de glace, la fermeture du détroit a causé des dommages environnementaux significatifs en  provoquant d'énormes changements dans le régime des marées du sud du Golfe du Saint-Laurent jusqu'à l'embouchure du fleuve. La digue a barré le passage de poissons migrateurs pendant des décennies avant qu'ils ne trouvent comment contourner l'île du Cap-Breton pour accéder au Golfe. La chaussée a aussi permis à plusieurs espèces exogènes de gagner l'île. L'une de celles qui a particulièrement perturbé l'écosystème a été le lynx roux, qui a progressivement forcé le moins agressif lynx du Canada hors de ses zones traditionnelles de chasse, le repoussant dans les collines. 
En 1993, le Canadien National vendit la voie ferrée entre Truro et Sydney qui traversait la chaussée de Canso au Cape Breton and Central Nova Scotia Railway. Aujourd'hui, les employés du CB&CNS s'occupent du pont tournant du canal de Canso.